# ليندر جاي شو جونيور
ليندر جاي شو جونيور (بالإنجليزية: Leander J. Shaw, Jr.)‏ هو قانوني وقاضي ومحامي أمريكي، ولد في 6 سبتمبر 1930 في سالم في الولايات المتحدة، وتوفي في 14 ديسمبر 2015 في تالاهاسي في الولايات المتحدة.